# Starosna piramida
Starosna piramida je grafička ilustracija koja prikazuje podelu raznovrsnih starosnih grupa u populaciji (tipične za državu ili region sveta), formira oblik piramide kada stanovništvo raste. Ova ilustracija piramide može biti korišćena da prikaže razliku između polova i godina između pripadnika populacije. Takođe se koristi u ekologiji da definiše globalno starenje populacije; indikator reproduktivne mogućnosti i verovatnoću daljeg razvitka vrsta.
Starosna piramida često sadrži histograme. Veličina populacije je prikazana na x-osi (horizontalnoj), a starosne grupe na y-osi (vertikalnoj). Muškarci su obično prikazani na levoj strani, a žene na desnoj, oni mogu biti izmereni sirovim brojem ili kao procenat cele populacije.
Starosne piramide su često predstavljale najefektivniji način da se grafički opiše razlika između godina i pola populacije, većinski zbog veoma jasne slike koje te piramide predstavljaju.
Veliki deo informacija o populaciji sveden na starost i pol može biti pročitan sa piramide o populaciji, a ovo baca senku na stepen razvijenosti i druge aspekte populacije. Takođe, starosna piramida govori o tome koliko ljudi različitog starosnog doba žive u određenom predelu. Postoje tvrdnje da je više žena nego muškaraca u starijim starosnim grupama, zbog toga što žene imaju duži životni vek.
Starosna piramida daje jasnu sliku kako usled promena u državi stopa fertiliteta ide od više ka nižoj. Starosna piramida ukazuje na treću etapu demografske promene. Široka baza piramide predstavlja važan položaj u populaciji za decu od 0 do 14 godina, što nam govori da je stopa fertiliteta u državi visoka i da se nalazi iznad ukupne stope fertiliteta. Postoji više onih koji nisu u stalnom radnom odnosu a pripadnici su mlađe populacije. Povrh toga, manje je starije populacije zbog kraćeg životnog iskustva, koje je do oko 60 godina.

## Tipovi starosnih piramida
Svaka država će imati različitu ili jedinstvenu starosnu piramidu. Međutim, većina starosnih piramida će biti podeljena po sledećem: stacionarna, ekspanzivna i konstruktivna. Ovi tipovi su podeljeni po stopi rasta fertiliteta i mortaliteta u državi..
"Stacionarna" piramida
Piramida može biti opisana kao stacionarna ako procenat populacije (godine i pol) ostane konstantan vremenom. Stacionarna populacija predstavlja jednak iznos nataliteta i mortaliteta. Stationary population is when a population contains equal birth rates and death rates
"Ekspanzivna" piramida
Starosna piramida koja je veoma široka kod mlađih uzrasta, karakteristična za države sa visokom stopom rođenih i niskim životnim očekivanjima. Populacija brzo raste, i veličina rođenja svakog kohorta je veća nego prethodne godine. The population is said to be fast-growing, and the size of each birth cohort gets larger than the size of the previous year.
"Konstruktivna" piramida
Konstruktivna piramida je sužena na dnu. Populacija je uglavnom starija od proseka, dok države imaju veća životna očekivanja, nisku stopu smrtnosti, ali takođe i nizak nivo rođenih. Međutim, procenat mlađe populacije je preterano nizak, to može izazvati probleme sa stopom razmere populacije. Ova piramida je opštija kada se uračunaju i imigranti. Ovo je tipičan obrazac za veoma razvijene zemlje koje imaju visok nivo obrazovanja, lak pristup podsticaja kontroli rađanja, dobru zdravstvenu zaštitu i po neki negativan faktor okruženja.

## Fenomen mladih
| 7 - 8 dece 6 - 7 dece 5 - 6 dece 4 - 5 dece | 3 - 4 dece 2 - 3 dece 1 - 2 dece 0 - 1 dece |

Geri Fuler (1995) je opisao omladinu kao vrstu ekspanzivne piramide. Ganer Henison tvrdi da neumerenost pogotovo muške omladine nedvosmisleno vodi ka socijalnom nemiru, ratu i terorizmu, kao sto "treći i četvrti sin" nisu našli svoju cenjenu poziciju u postojećem društvu pronalazeći svoj podsticaj za dokazivanje u religijskoj ili političkoj ideologiji.
Henison tvrdi da većini istorijskih perioda socijalnog nemira nedostaje spoljni okidač (kao što su klimatske promene ili druge prirodne katastrofe) i većina genocida može biti lako objašnjena kao rezultat agresivne omladine uključujući Evropski kolonijalizam, Fašizam iz 20 tog veka, uspon komunizma tokom hladnog rata , i prateći konflikti kao što je onaj u Darfuru i terorizam. Ovaj faktor se takođe može koristiti i kao opis za Arapsko proleće. Ekonomska recesija kao što je velika depresija (kriza) iz 1930. godine i recesija krajem 2000. su takođe objašnjenje zašto veliki broj mladih ljudi ne može da pronađe posao. Ova mlada izbočina se može smatrati jednim od faktora u objašnjenju ovog socijalnog nemira i neprijatnosti u društvu. Studija iz 2016. godine pokazuje da su kod omladine povećane šanse za ne etnički građanski rat.
Veliki deo populacije adolescenata koji ulaze u radnu snagu i glasačko telo, zateže se na šavovima ekonomije i politike osmišljene za manju populaciju. Ovo stvara nezaposlenost i otuđenje, osim ukoliko se nove mogućnosti ne naprave dovoljno brzo- u tom slučaju nastaje 'demografska dividenda' jer ima više produktivnih radnika od mladih i starih zavisnih ljudi. I dalje, starost između 16 i 30 godina je povezana sa riskiranjem, posebno među muškarcima. Uglavnom, deo mladih u zemljama u razvoju su povezani sa višim stepenom nezaposlenosti i kao rezultat toga, povećan je rizik nasilja i političke nestabilnosti. Za Cincotta i Doces (2011), tranzicija u zrelije starosne strukture je skoro sine qua non za demokratizaciju.

Kako bi se smanjili efekti omladine, prioriteti bi trebalo da budu određene polise poput stvaranja više radnih mesta.
- Starosna piramida Egipta iz 2005 godine. Mnogi koji imaju 30 godina i manje su obrazovani građani koji su osetili koliko je teško pronaći posao.[17]
- Skoro polovina Libijske populacije se sastoji od dece koja imaju manje od 20 godina.

## Bliski Istok i Severna Afrika
Bliski Istok i Severna Afrika trenutno doživljavaju to da im se omladina ističe. Države Bliskog Istoka su doživele porast u broju mlađe populacije tokom poslednje decenije. Danas, skoro 111 miliona ljudi u starosti između 15 do 29 godina koji žive tu čine skoro 27% populacije. Strukturne promene u pružanju usluga, posebno briga o zdravlju počevši od šezdesetih godina prošlog veka stvorili su uslove za demografsku eksploziju, što je rezultiralo stanovništvom koje se uglavnom sastojalo od mlađih ljudi. Procenjuje se da je oko 65% regionalnog stanovništva mlađe od 30 godina.
Bliski Istok je investirao više novca u edukaciju, uključujući i religioznu edukaciju, nego u druge religije kako bi edukacija bila dostupna većini dece. Ipak, ta edukacija nije dovela do većeg nivoa zaposlenih i broj mladih nezaposlenih je trenutno 25%, najveći procenat u bilo kom pojedinačnom regionu. Od 25% više od polovine su prvi polaznici na tržištu zaposlenja.
Ogroman broj nezaposlenih na Bliskom Istoku i Severnoj Africi je često upoređivan sa onim iz Istočne Azije koji je nagomilao ljudski kapital i dosegnuo ogroman ekonomski porast poslednjih decenija. Broj mladih nezaposlenih je nazvan Mladež Bliskog Istoka kao demografski dar koji, ukoliko je adekvatno upotrebljen, može da bude pogon regionalnom ekonomskom porastu i razvoju. Dok je prisutan porast mlade populacije, on predstavlja pritisak na resurse edukativnog sistema i radnog tržišta. Takođe znači da se porast poretka ukupne populacije sastoji od onih koji smatraju da su dostigli godine za rad i zato ne zavise od ekonomskih aktivnosti drugih. Sa druge strane ovaj pad u odnosu na zavisnost može da ostavi pozitivan uticaj na celokupni ekonomski porast, stvarajući demografiju podeljenom. Sposobnost jedne ekonomije da sjedini njenu podeljenost ipak zavisi od njene mogućnosti da obezbedi zapošljavanje radno sposobne populacije u produktivno ekonomske aktivnosti i da stvori poslove neophodne za porast radne snage.

## Literatura
- Gary Fuller (2004). The Youth Crisis in Middle Eastern Society. download
- Gary Fuller, The Demographic Backdrop to Ethnic Conflict: A Geographic Overview, was born in 1989 and was produced by Edward Gewin: The Challenge of Ethnic Conflict to National and International Order in the 1990s, Washington: CIA (RTT 95-10039, October), 151-154.
- Heinsohn, Gunnar (2003). Söhne und Weltmacht : Terror im Aufstieg und Fall der Nationen (на језику: немачки). Zürich: Orell Füssli. ISBN 3-280-06008-7.
- Navtej Dhillon, "Middle East Youth Bulge: Challenge or Opportunity?" (2008) The Brookings Institution
- "From Oil Boom to Youth Boon: Tapping the Middle East Demographic Gift" (2008) The Brookings Institution
- Graham Fuller, "The Youth Factor: The New Demographics of the Middle East and the Implications for U.S. Policy" (2003) The Brookings Institution
- The Security Demographic: Population and Civil Conflict after the Cold War
- The "Youth Bulge" (zmag.org)
- The Shape of Things to Come, Why Age Structure Matters To A Safer, More Equitable World
- Political Demography: identity, conflict and institutions ed. J. A. Goldstone, E. Kaufmann and M. Toft. Boulder, CO: Paradigm Press